# 跑馬地馬場大火

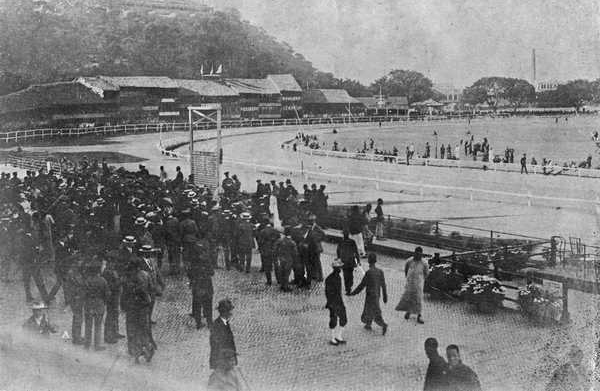
當日倒塌並發生大火前的肇事馬棚

跑馬地馬場大火，俗稱火燒馬棚，指一宗於1918年2月26日在香港跑馬地馬場內發生，並釀成超過六百人喪生的大火慘劇，成為香港史上最嚴重的火災。據馬棚先難友紀念碑上的《香港馬棚遇難中西士女墓碑記》謂：「事後稽報冊，得六百壹十四人，有舉室焚無人報院及婦孺不知來報者，約又數百人。」

## 慘劇經過
大火當日，正是香港賽馬「週年大賽」的第二日。下午三時左右，正舉行第五場賽事，觀眾看得興高采烈。豈料期間因看臺棚架不勝負荷而突然倒塌，不少人遭壓死壓傷，而當時觀眾席下有不少熟食檔，遭到塌下的棚架打翻，煮食爐火燒著木棚，引起火警，火勢隨易燃物料迅速蔓延，使場面更加混亂，不少人因走避不及而被燒死。

## 善後工作
事後，東華醫院負責救濟工作，於三月初五禮聘肇慶鼎湖山高僧在愉園建醮超渡亡魂，並與政府商議設立公墓，請求華民政務司轉請政府撥出咖啡園地段，作為安葬613位罹難死者的永遠墳場，四年後的1922年8月正式動工，罹難者被悉數安葬在咖啡園墳場內
，名為「戊午馬棚遇難中西士女公墓」，並建立馬棚先難友紀念碑作為紀念。